# Liste des navires de guerre des mines français
Cette liste présente les navires de guerre des mines ayant été en service dans la Marine française.

## Mouilleurs de mines
La mission de ces différents types de navires est d'établir des champs de mines. Ils larguent des mines à orin.

### Croiseur
- Pluton (1928) - explose accidentellement en 1940

### Contre-torpilleur
- Hache (1906) transformé en « mouilleur de mines léger » en 1912.

### Aviso-torpilleur
- Cassini (1892) transformé en mouilleur de mines en 1913. Coulé en 1917

### Sous-marin
- Classe Saphir, « sous-marins mouilleurs de mines »
  - Saphir (1930)
  - Turquoise (1930)
  - Nautilus (1931)
  - Rubis (1933)
  - Diamant (1934)
  - Perle (1937) - coulé le 8 juillet 1944 par méprise

## Poseur de filet
- Gladiateur (1933) - sabordé en 1942

## Dragueurs de mines
La mission, défensive, de ces différents types de navires est de neutraliser les mines marines déposées par l'ennemi.
- Classe Herse
- Classe Granit
- Classe Albâtre

- Classe Somme
- Classe Meuse
- Classe Oise
- Classe Suippe
- Type MSC

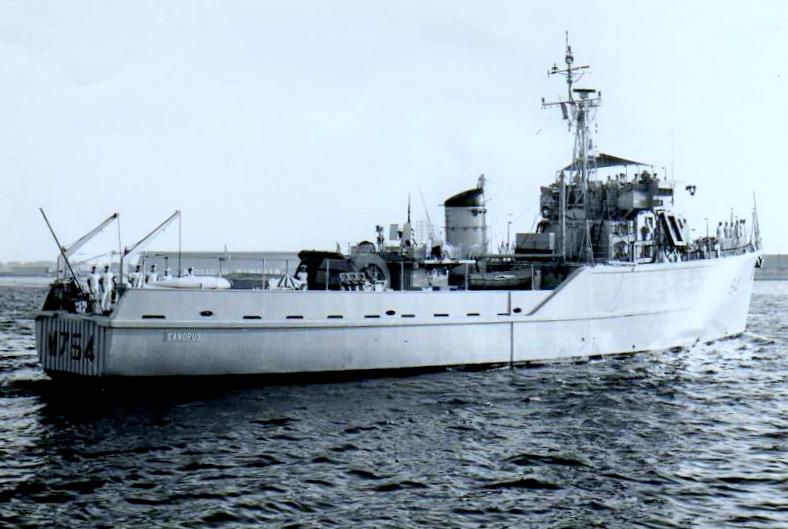
Dragueur Canopus, 1956, Classe Sirius.

- Classe Sirius 34 unités (1954-1992)
- Type MSO 15 unités
- Classe La Dunkerquoise 4 unités achetées à la Marine canadienne
- Type MSI

## Chasseurs de mines
Ces navires ont pour mission de détecter, et neutraliser, les mines posées par l'ennemi, en particulier les mines de fond (la mine Captor, par exemple).
- Classe Vulcain 4 unités de plongeurs démineurs :
  - Achéron (1986)
  - Pluton (1986)
  - Styx (1987)
  - Vulcain (1986)
- Classe Circé 5 unités de chasseurs de mines :
  - Circé (1970) - Vendu à la Turquie en 1998
  - Cybèle (1972) - Vendu à la Turquie en 1998
  - Calliope (1971) - Vendu à la Turquie en 1998
  - Clio (1971) - Vendu à la Turquie en 1998
  - Cérès (1972) - Vendu à la Turquie en 1998
- Classe Dompaire 5 unités modifiées
  - Cantho
  - Dompaire
  - Garigliano
  - Mytho
  - Vinh Long

- Classe Éridan 13 unités
  - Eridan (1981) - désarmé en 2018

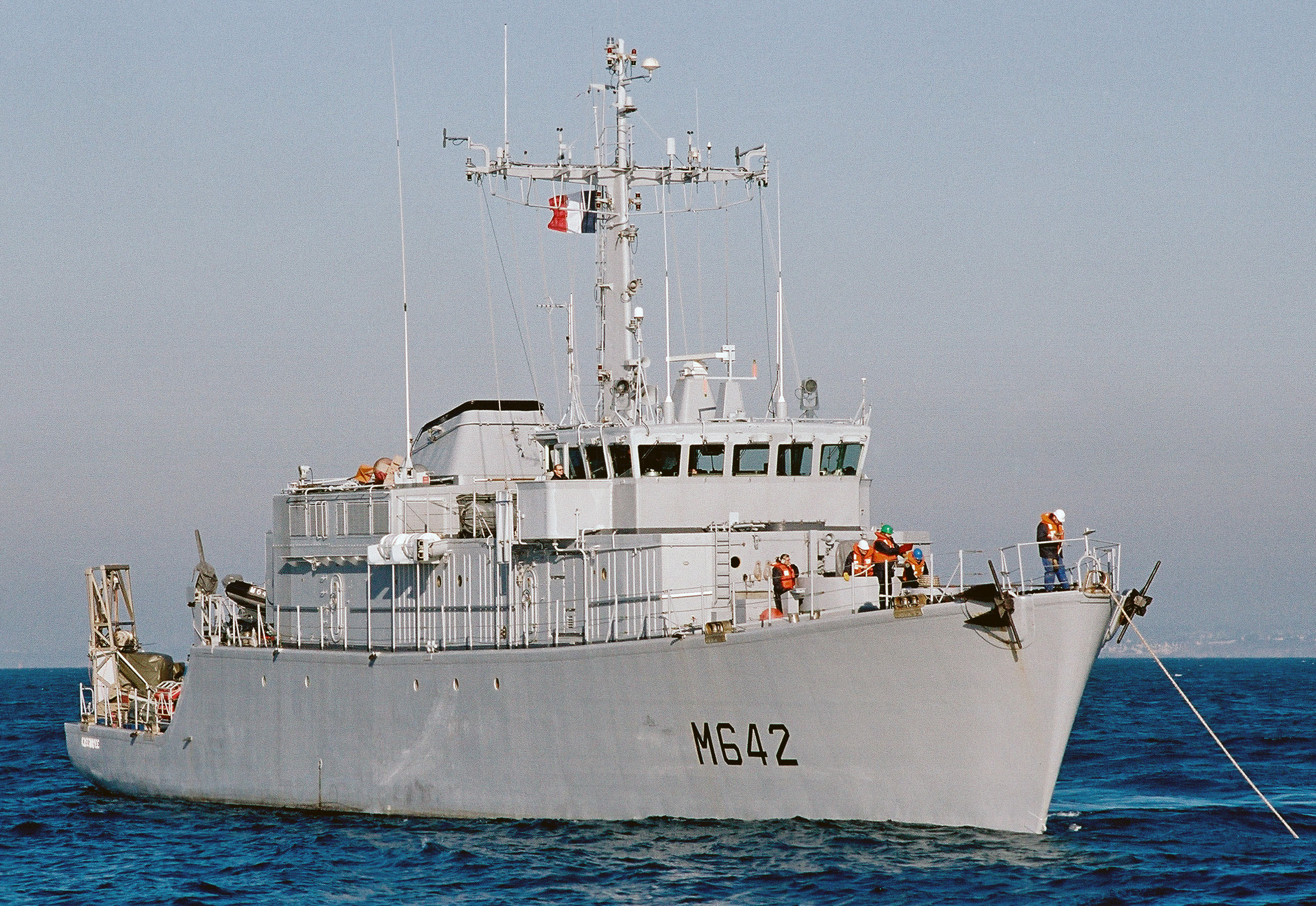
Chasseur de mines Cassiopée, classe Tripartite.

  - Cassiopée (1984) - désarmé en 2022
  - Andromède (1984)
  - Pégase (1983)
  - Orion (1986)
  - Croix du Sud (1986)
  - L'Aigle (1987)
  - Lyre (1987)
  - Persée (1988) - désarmé en 2009
  - Sagittaire (1995)
  - Verseau (1997) - désarmé en 2010
  - Céphée (1993)
  - Capricorne (1993)

## Navires des plongeurs démineurs
- Classe Dionée 9 vedettes d'intervention pour plongeurs démineurs (VIPD)
- Classe Ophrys 8 vedettes de soutien à la plongée (VSP)

## Navires de contre-mesures
- Narvik (1991) - annulé en 1992

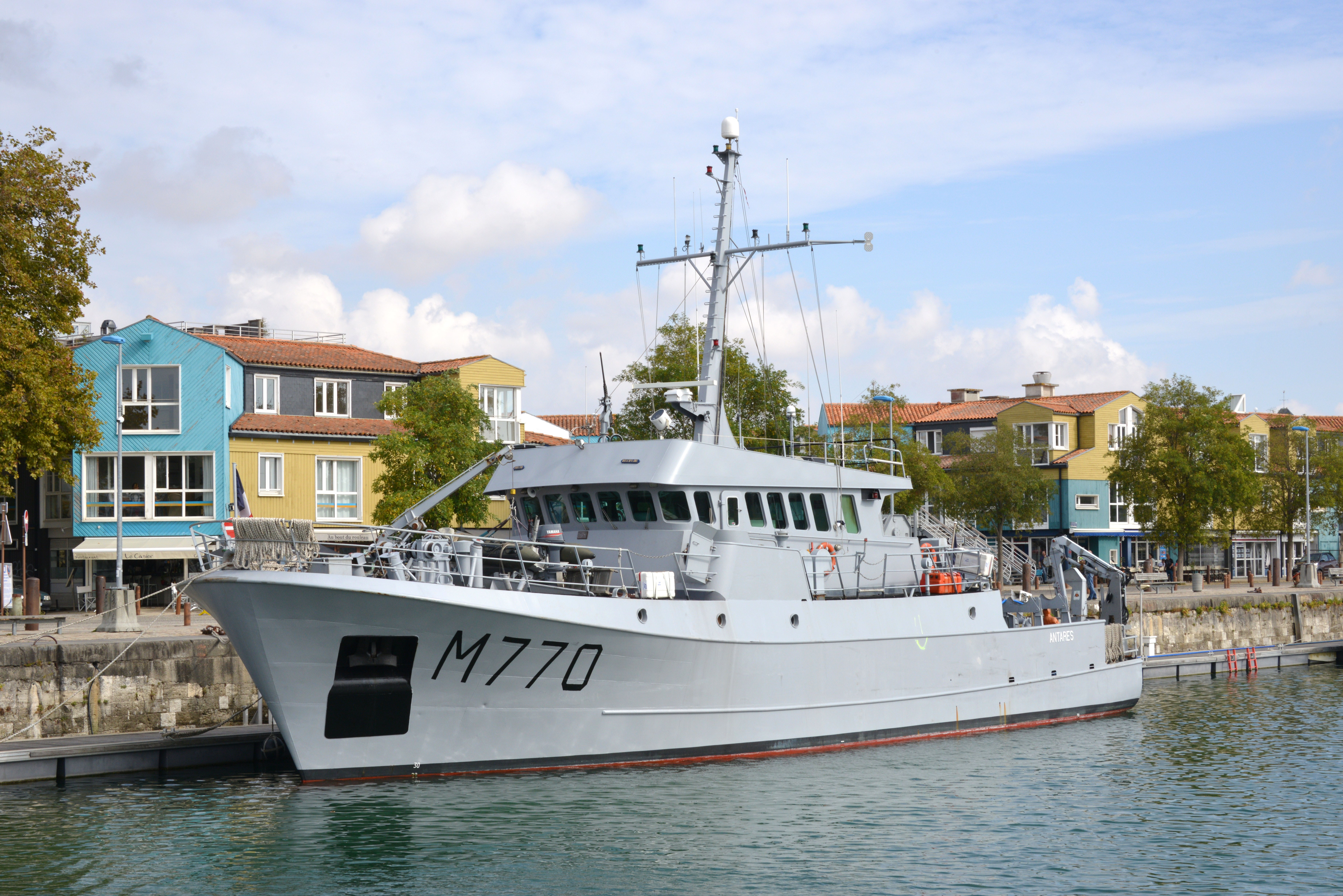
M770 Antarès en 2014.

- Classe Antarès 3 bâtiments remorqueurs de sonar :
  - Antarès (1993)
  - Altaïr (1993)
  - Aldébaran (1994)
- Thétis (1988) - navire d'expérimentation

## Chalutiers dragueurs de mines
- Classe Camelia
- Classe Ajonc
- Classe Fanfaron
- Classe Amandier
- Classe Campanule
- Classe Briscard